# Heterorrhina macleayi
Heterorrhina macleayi är en skalbaggsart som beskrevs av Kirby 1818. Heterorrhina macleayi ingår i släktet Heterorrhina och familjen Cetoniidae. Inga underarter finns listade i Catalogue of Life.

## Bildgalleri

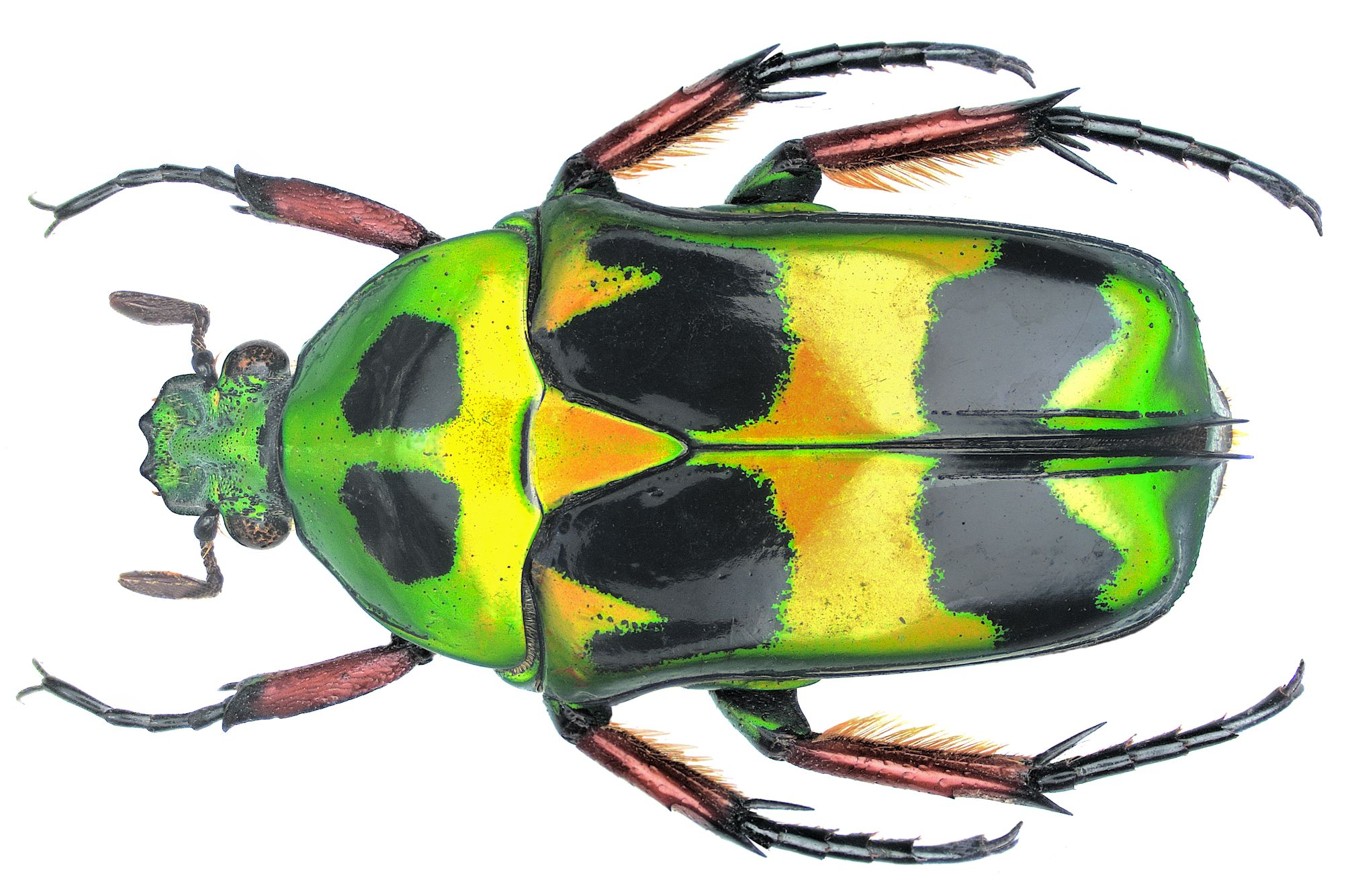
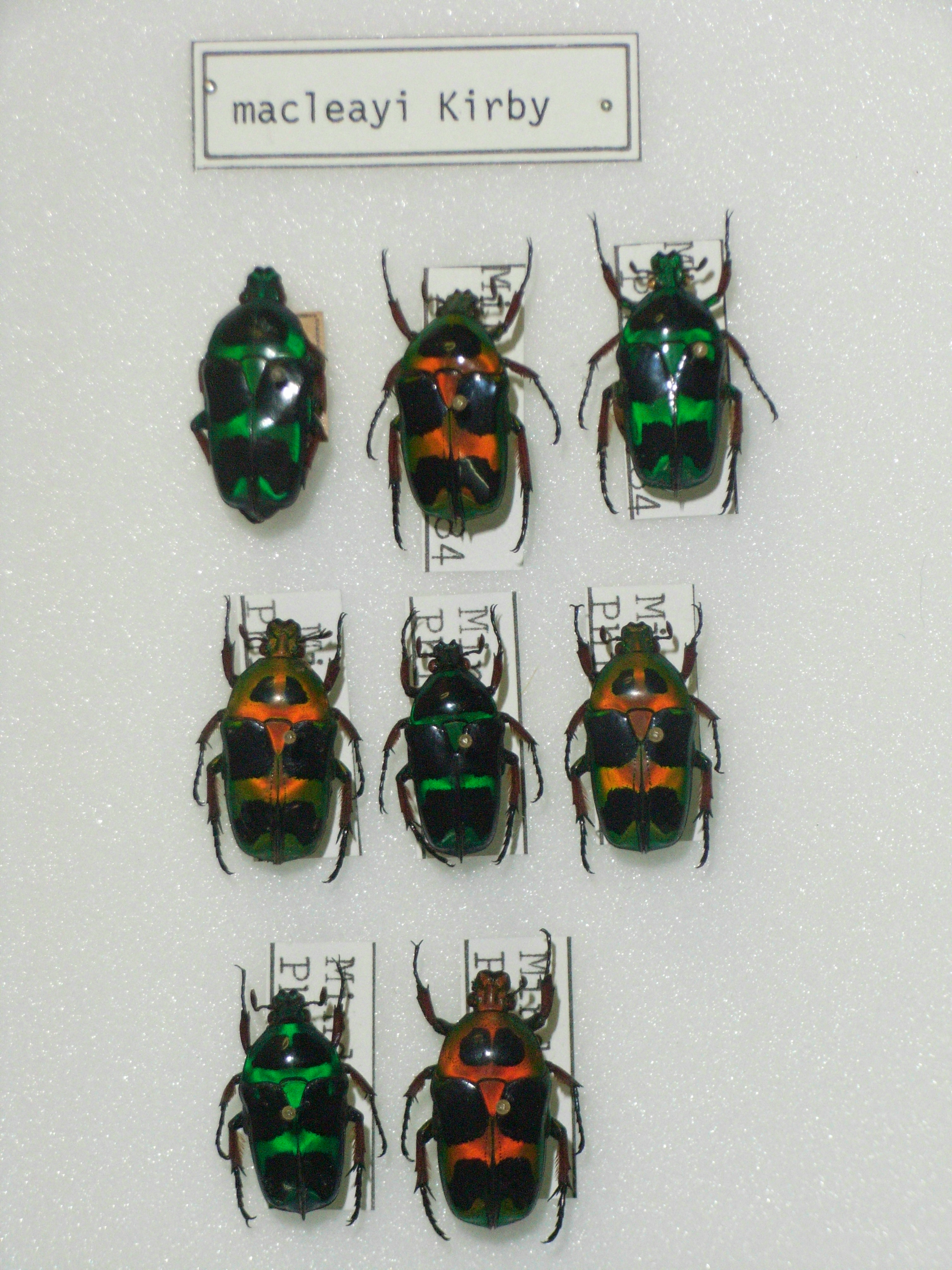